# Montreal (Band)
Montreal ist eine 2003 in Hamburg gegründete Punk-Rock-Band.

## Geschichte
Die Band Montreal entstand Ende 2003 in Hamburg, ihr erstes Konzert spielte die Band am 21. Dezember 2003 in Wien. Der Name Montreal beruht auf dem Geburtsort des Schlagzeugers Max Power. 2004 spielte die Band ihre ersten Auftritte regelmäßig im Vorprogramm von Pyogenesis sowie eine Tour mit den Alternative Allstars.
2005 erschien das Debütalbum Alles auf Schwarz bei Hamburg Records. Das Intro und Outro der Platte wird von Oliver Rohrbeck, der deutschen Stimme des Justus Jonas von Die drei ??? gesprochen. Die ausgekoppelte Single Solang die Fahne weht lief auf MTV und VIVA. Im selben Jahr tourten Montreal noch mit Sondaschule, Loikaemie, Bombshell Rocks und EL*KE.
Nachdem sie 2006 mit Spittin’ Vicars, The Go Faster Nuns, ZSK, Randy und der Bloodhound Gang in Rumänien, Bulgarien, Mazedonien, Italien, Deutschland und Polen unterwegs war, begab sich die Band ins Studio und nahm das zweite Album Die schönste Sprache der Welt auf, welches nach einer Headlinertour in Russland dann 2007 erschien. Zu Promotionzwecken unternahm die Band die erste eigene Headlinertour durch Deutschland, spielte als Vorgruppe von Samiam und reiste mit der Bloodhound Gang durch Deutschland, Schottland, Irland und Belgien. Außerdem tourte Montreal durch Estland und Russland, wo ihr Video inzwischen auch im Musikfernsehen lief.
Die Band veröffentlichte ihr drittes, selbstbetiteltes Studioalbum am 25. September 2009, die Vorab-EP Zwischen Tür und Angel erschien am 26. Juni. Von Herbst 2009 bis Frühjahr 2011 spielten Montreal ihre über 100 Konzerte im In- und Ausland umfassende Tour, die von Clubkonzerten bis zur Headlinerposition der Rock am Ring-Warm Up Party auf dem Nürburgring alle Größen von Zuschauerkapazitäten beinhaltete. Ende 2010 war die Band dann mit der deutschen Punklegende Slime auf ihrer Reunion-Tour durch Deutschland und Österreich unterwegs.
2011 trennte sich die Band vom Label Hamburg Records und ging im Herbst mit Produzent Sascha Höhm ins Studio, um das vierte Album aufzunehmen.
Kurz vor der Neues aus der Hobbythek-Tour im März 2012 erschien die Doppelsingle Das falsche Pferd/Neues aus der Hobbythek. Am 18. Mai 2012 erschien das vierte Studioalbum Malen nach Zahlen auf dem Label Amigo Records, welches die Band für zukünftige Veröffentlichungen gegründet hat.
Neben der eigenen Malen nach Zahlen-Tour, die sich über 18 Monate zog, tourte Montreal 2013 auch mit Royal Republic, Madsen und Itchy (damals noch unter dem Namen Itchy Poopzkid).
Direkt nach der Jubiläumstour Barfuß und Lackschuh – 10 Jahre Montreal, auf der die Band erstmals die 1000 Menschen fassende Fabrik in Hamburg ausverkaufen konnte, wurde mit den Arbeiten an Studioalbum Nummer 5 begonnen. Neben Sascha Höhm war diesmal zusätzlich auch Sebastian Blaschke im Produktionsteam, erstmals fanden die Aufnahmen in Köln statt.
Das nach der Kölner Punkkneipe benannte Album Sonic Ballroom erschien am 15. August 2014 auf dem bandeigenen Label Amigo Records, die dazugehörige Zucker für die Affen-Tour führte die Band von Oktober 2014 bis März 2016 mehrfach durch Deutschland, Österreich und die Schweiz. Nebenher begleitete die Band von Oktober 2015 bis Februar 2016 für diverse Konzerte die Band Madsen auf deren Kompass-Tour.
Im Rahmen einer Projektreise von Viva con Agua spielte die Band im April 2016 zwei Konzerte in der äthiopischen Hauptstadt Addis Abeba.
Am 23. Juni 2017 ist Schackilacki, mit 12 Tracks das sechste Studioalbum der Band erschienen.
Zum 15-jährigen Bandbestehen erschien am 2. November 2018 die Single 15 Jahre für die Punchline – als Gäste zu hören sind: Farin Urlaub (Die Ärzte), Sebastian Madsen (Madsen), Ingo Knollmann (Donots), Costa Cannabis (Sondaschule), Sebastian Hafner (Itchy) und Pensen Paletti (Monsters of Liedermaching)
Hier und heute nicht, das siebte Studioalbum, erschien am 16. August 2019. Durch die Corona-Pandemie musste die Band einen Großteil der Hier und heute nicht-Tour auf 2022 verschieben; die ungeplante Konzertpause nutzte Montreal für die Aufnahmen und die Veröffentlichung der EP Mit fremden Federn, auf der sechs Coverversionen von befreundeten, aber bereits aufgelösten Bands zu finden sind. Die EP erschien am 11. September 2020.
Im April 2021 lief auf der Website der Band ein Umfrage, bei der man aus allen von Montreal geschriebenen und veröffentlichten Liedern die eigenen Top 15 aussuchen und abschicken konnte. Anhand der 2874 Einsendungen wurde dann die Tracklist zum ersten Best-Of Album zusammengestellt. Neben den vom Publikum gewählten 15 Tracks sind drei neue Lieder auf dem Album Bestandsaufnahme – erschienen am 24. September 2021.
Im Rahmen der „20 Jahre“-Tour im Dezember 2023 kündigte die Band für den 12. April 2024 das Studioalbum „Am Achteck nichts Neues“ an. Es war das erste Album der Band, das in die Top 10 der deutschen Charts einstieg.

## Trivia
- Montreal übernahmen die 'Schule ohne Rassismus-Schule mit Courage'-Patenschaft für das Frankenwald-Gymnasium in Kronach.[3] Infolgedessen spielte die Band am 15. Oktober 2010 im Jugendtreff Struwwelpeter in Kronach.
- Im Juli 2013 spielte Montreal auf einem Open Air unter dem Titel Rock gegen Rassismus in Werne a. d. Lippe zusammen mit Nachwuchsbands und Bands aus der Umgebung.
- Im März 2011 spendeten Montreal dem finanziell ins Wanken geratene Rheinkultur Festival 1.000 Euro und riefen auch alle anderen Bands, die dort gespielt haben und genauso populär oder bekannter als Montreal sind, zu Spenden auf.
- Die drei aus Schwarzenbek[4] stammenden Mitglieder (Sebastian Sievers ‚Hirsch‘, Yonas Farag und Maximilian Seibt)[5] machten bereits seit 1999 (zum Teil an anderen Instrumenten) zusammen Musik. Unter dem Namen Financial Freaks spielten sie englischsprachigen Punkrock und veröffentlichten 2001 die Demo-CD  Masturbation saved our life mit acht Liedern, die später mit deutschen Texten und neu aufgenommen zum Teil auch auf dem ersten Montreal-Album veröffentlicht wurden.[6]
- Montreal spielen auf Konzerten häufig eine Coverversion des Neue-Deutsche-Welle-Liedes Katharine, Katharine der Band Steinwolke.[7]
- Auf dem bandeigenen Label Amigo Records wurden auch Alben der befreundeten Bands Das Pack und Anadrinksdogpiss veröffentlicht.
- Yonas ist Richter am Sozialgericht Berlin.[8] Max arbeitet als Erzieher, während Hirsch sich um Label und Management der Band kümmert.[9]
- Die Band begleitete im April 2016 eine Projektreisegruppe von Viva con Agua nach Äthiopien.
- Zusammen mit der Firma Merchcowboy erstellte Montreal in der Corona-Pandemie einen Benefiz-Sampler (Merchcowboy Mixtape Vol.1) und sammelte so über 36.000 Euro für Solo-Selbständige im Kulturbereich, die zu dieser Zeit mangels Veranstaltungen keine Einnahmen hatten. Neben Montreal sind auf dem Sampler auch die Bands Antilopen Gang, Royal Republic, Madsen, Donots, Grossstadtgeflüster, Selig, Sondaschule, Liedfett, Itchy  u. a. vertreten.
- Direkt nach Ausbruch des Kriegs in der Ukraine im Februar 2022 rief Montreal mit der Firma Merchcowboy den Benefiz-Sampler Merchcowboy Mixtape Vol.2 ins Leben und sammelte so über 50.000 Euro für die Soforthilfe von Kriegsopfern und spendete sie an Leave No One Behind. Neben Montreal sind u. a. auf dem Sampler Die Toten Hosen, Farin Urlaub, Donots, Madsen, Broilers, Fury in the Slaughterhouse, Gentleman, Sondaschule und die  Sportfreunde Stiller vertreten.

## Diskografie

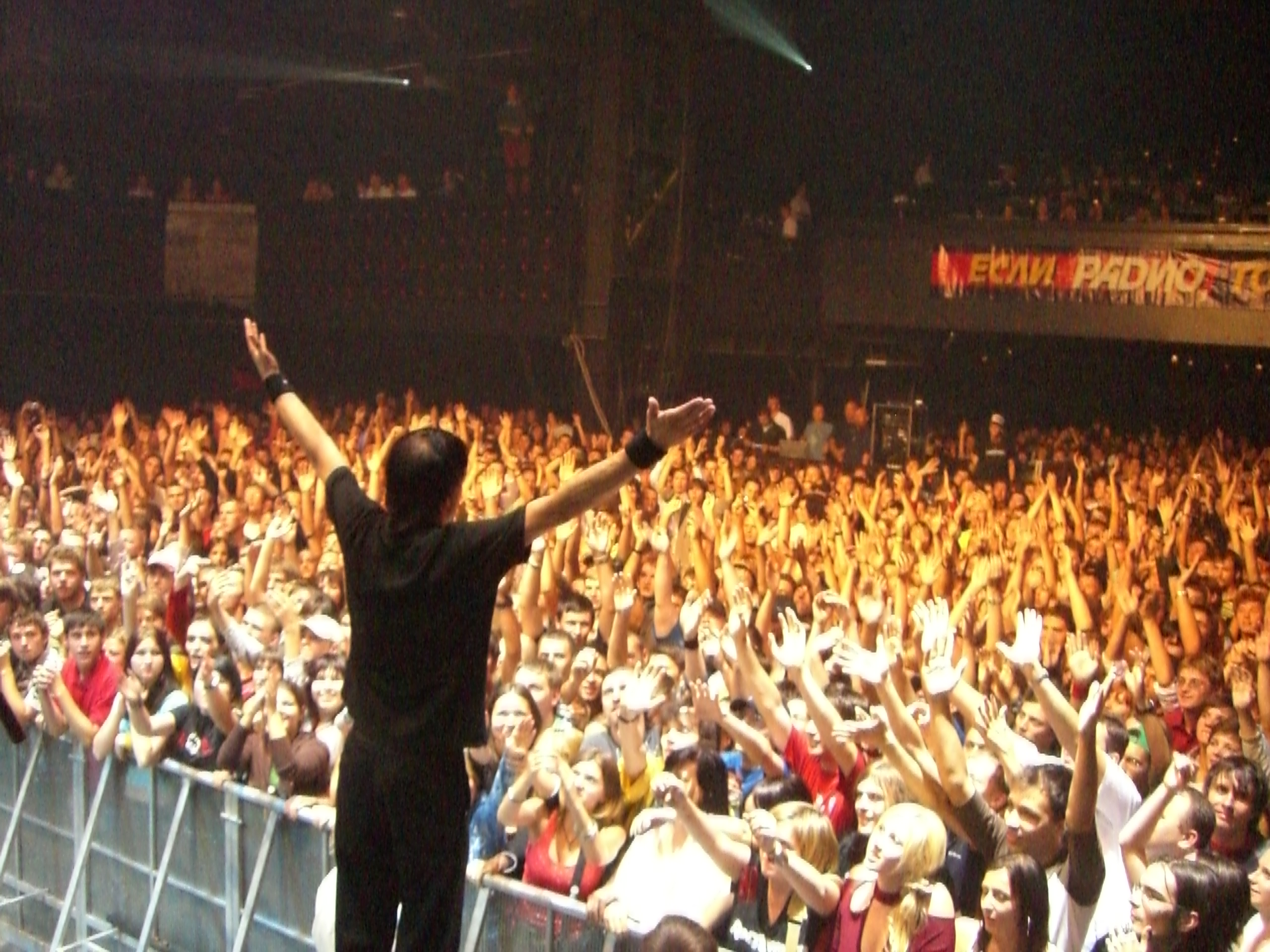
Max Power in Moskau (Russland)

### Demos
- Advance (2004, Hamburg Records)

### Alben
- Alles auf Schwarz (2005, Hamburg Records)
- Die schönste Sprache der Welt (2007, Hamburg Records)
- Montreal (2009, Hamburg Records)
- Malen nach Zahlen (18. Mai 2012, Amigo Records)
- Sonic Ballroom (15. August 2014, Amigo Records)
- Schackilacki (23. Juni 2017, Amigo Records)
- Hier und heute nicht (16. August 2019, Amigo Records)
- Am Achteck nichts Neues (12. April 2024, Amigo Records)

### EPs
- Advance (2004, Hamburg Records)
- Zwischen Tür und Angel (2009, Hamburg Records)
- Das falsche Pferd / Neues aus der Hobbythek (2012, Amigo Records; Doppelsingle)
- Mit fremden Federn (2020, Amigo Records)

### Kompilationen
- Bestandsaufnahme (1. Oktober 2021, Amigo Records)

## Videos
- Solang die Fahne weht (Videoclip 2005, Regie: Ronald Matthes)
- Zum allerersten Mal (Videoclip 2007, Regie: Ronald Matthes)
- Some Kind of Montreal – Making of Discozeit (Dokumentation 2010)
- Endlich wieder Discozeit (Videoclip 2010, Regie: Peter Tokay, Peter Pallag)
- Neues aus der Hobbythek (Videoclip 2012, Regie: Ronald Matthes)
- Das falsche Pferd (Videoclip 2012, Regie: Ronald Matthes)
- Hauptgewinn (Videoclip 2013, Regie: Andries Heuts)
- Schwiegersohn der Herzen (Videoclip 2014, Regie: Jan-Niklas Sievers)
- Tag zur Nacht (Videoclip 2014, Regie: Max Threlfall)
- Idioten der Saison (Videoclip 2017, Regie: Philipp Müller)
- Musik in meinen Ohren (Videoclip 2017, Regie: Philipp Müller)
- Osnabrück (Videoclip 2017, Regie: Flo Ehlich)
- Kino?! (Videoclip 2017, Regie: Philipp Müller)
- 15 Jahre für die Punchline (Videoclip 2018, Regie: Philipp Müller)